# خیابان سئول

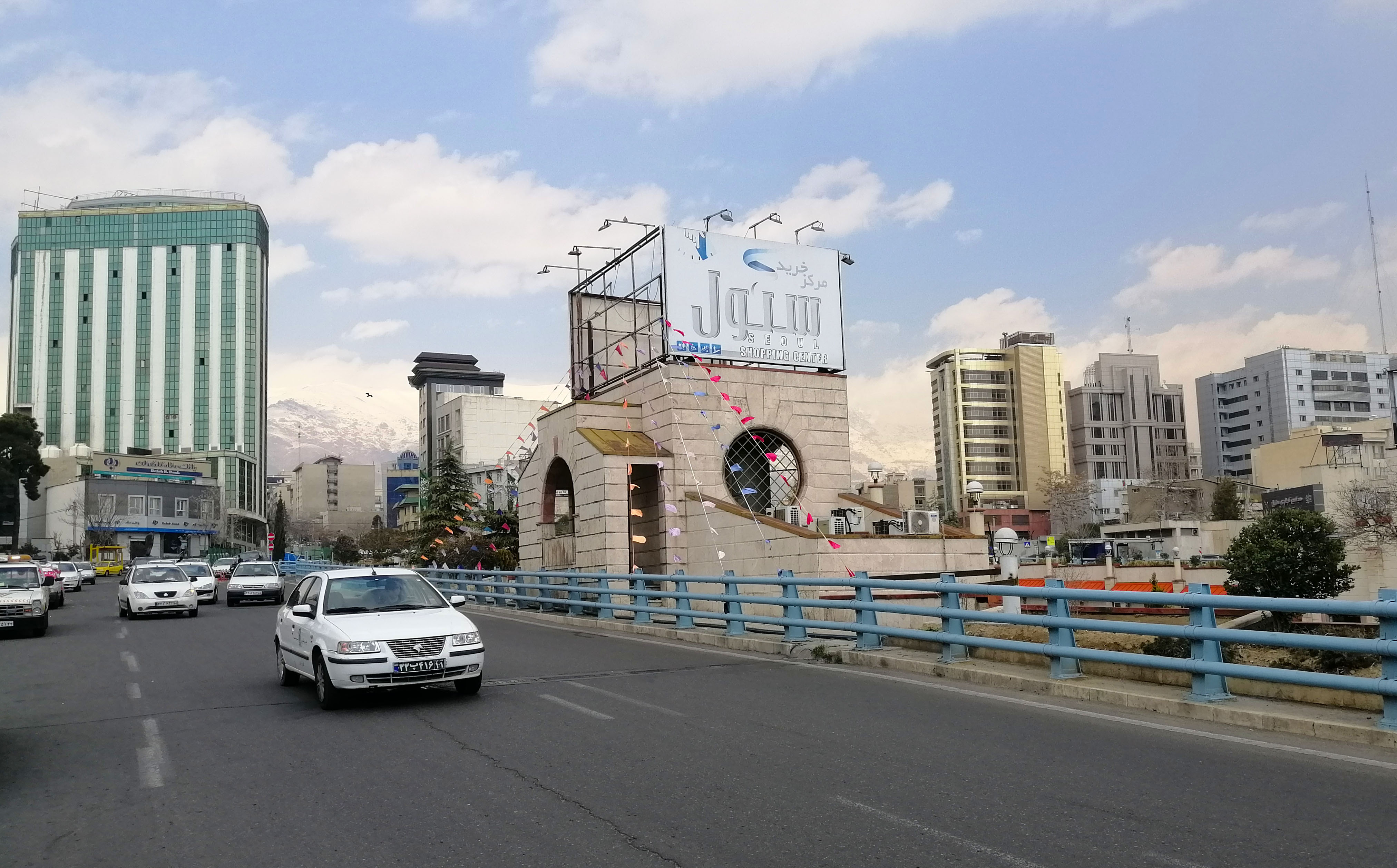

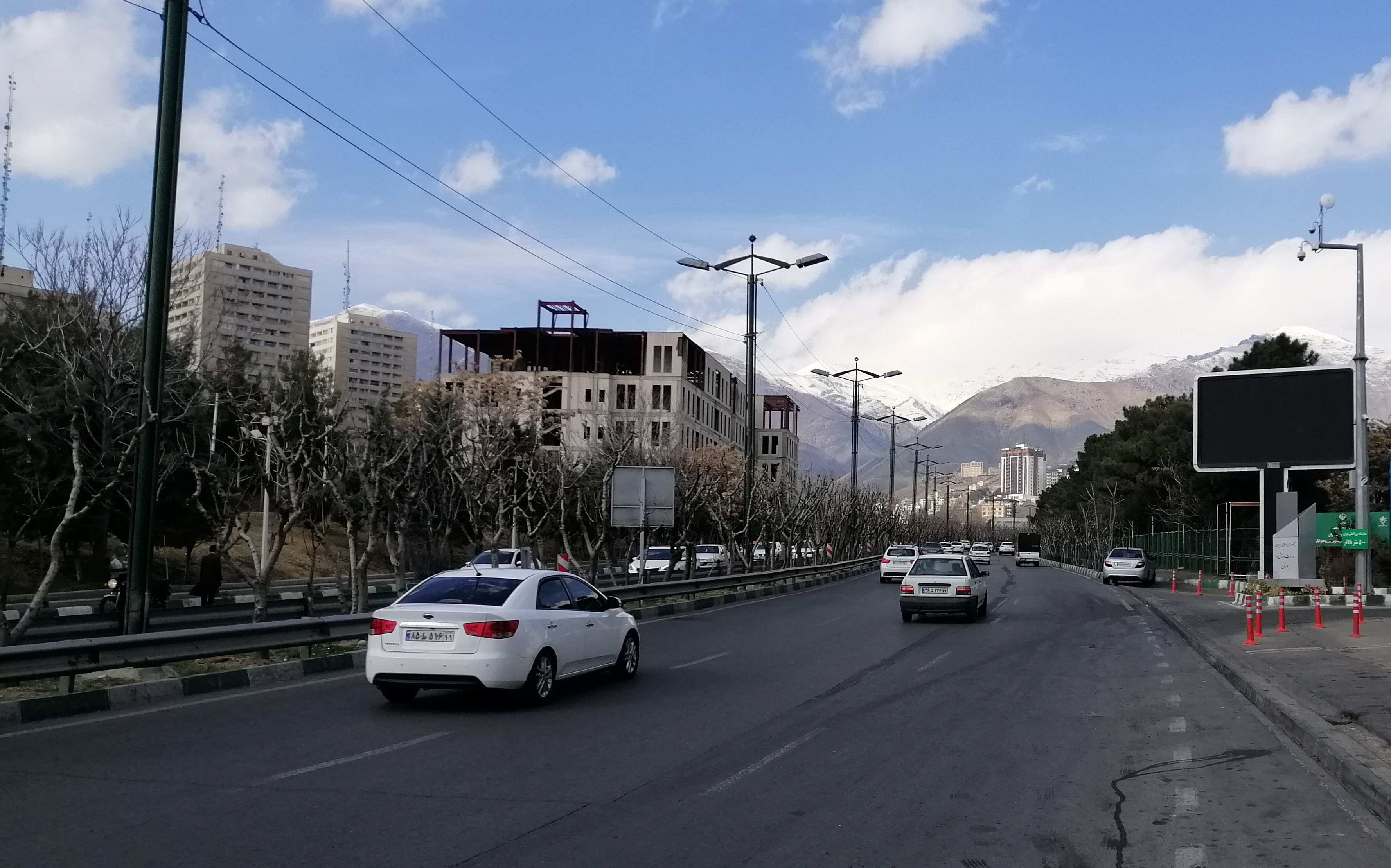

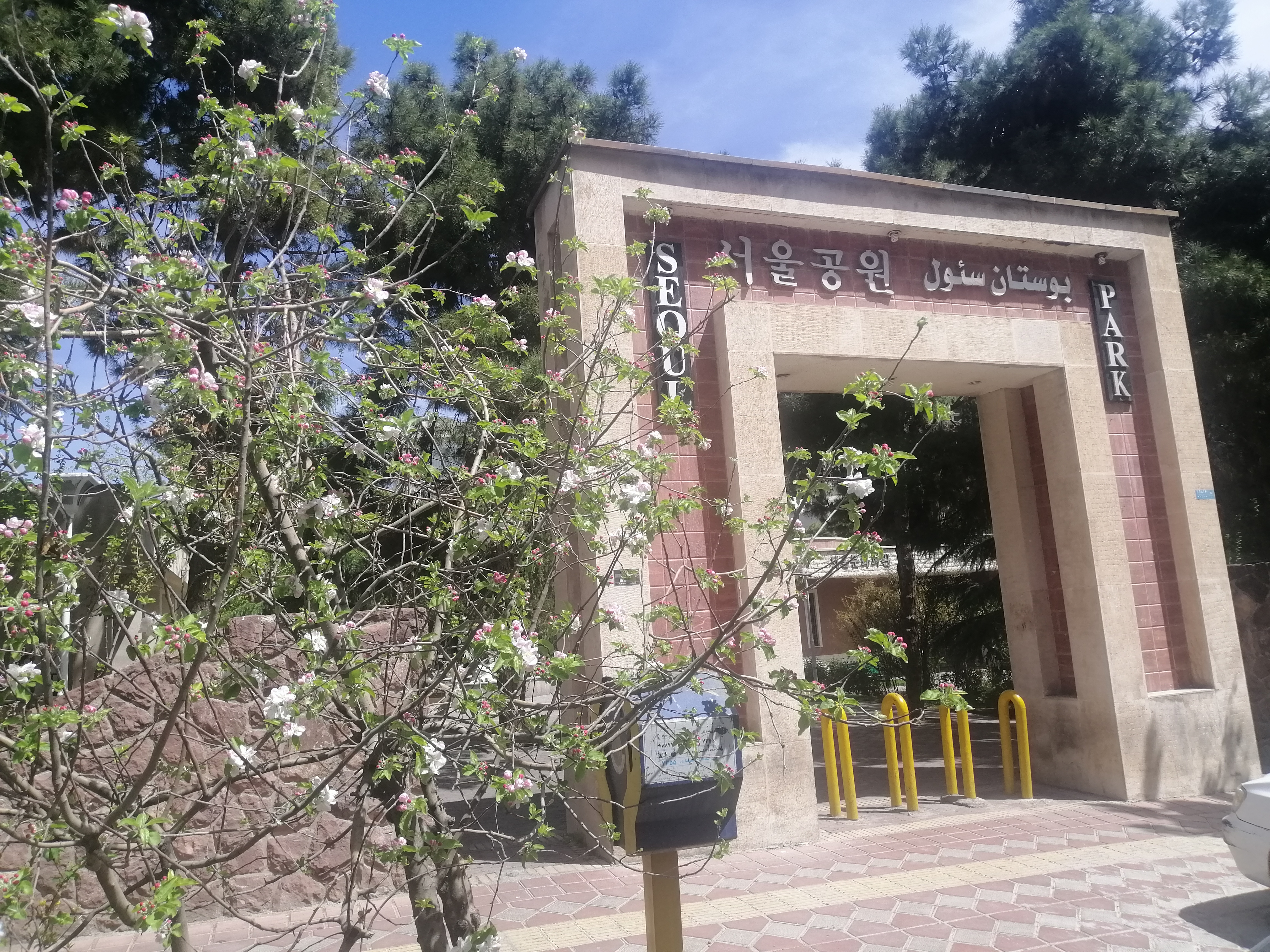
پارک سئول در نزدیکی این خیابان

خیابان سئول خیابانی در شمال شهر تهران است که از پایان بزرگراه یادگار امام در نزدیکی منطقه اوین آغاز و تا میدان شیخ بهایی ادامه پیدا می‌کند.
در سال ۱۳۵۴ و در پی بازدید شهردار وقت تهران،غلامرضا نیک‌پی، از سئول در راستای همکاری میان این دو شهر، شالوده دو خیابان بزرگ در این دو پایتخت نهاده شد و بدین‌سان خیابانی در تهران به نام "خیابان سئول" و خیابانی در سئول به نام خیابان تهران نام‌گذاری شد. نکته جالب آن است که خیابان تهران تنها نام خارجی در میان خیابان‌های شهر سئول است که با گذشت بیش از سه دهه این خیابان اصلی‌ترین، زیباترین و گرانبهاترین خیابان سئول تبدیل شده است.
نمایشگاه بین‌المللی تهران، ساختمان مرکزی وزارت ورزش و جوانان، مجموعه ورزشی انقلاب تهران، کمیته ملی المپیک، ساختمان مرکزی باشگاه فوتبال پرسپولیس و میدان شیخ بهایی، در خیابان سئول جای گرفته‌اند.

## نزدیکترین ایستگاه مترو
در آینده نزدیک ایستگاه متروی نمایشگاه بین المللی تهران واقع در خط ۱۰ متروی تهران در این خیابان به بهره برداری خواهد رسید.

## معابر اطراف خیابان
بزرگراه های چمران و یادگار امام در شمال این خیابان و بزرگراه آیت الله هاشمی رفسنجانی از وسط این خیابان گذر کرده و در جنوب به خیابان شیخ بهایی و خیابان رشید یاسمی منتهی می شود.